# 다카기 유타카
다카기 유타카(일본어: 高木 豊, 1958년 10월 22일 ~ )는 일본의 전 프로 야구 선수이자 야구 지도자, 야구 해설가·평론가이다.

## 인물

### 선수 시절
기타홋카이도에서 두각을 나타낸 중학교 3학년 때 야마구치현 호후시의 조부모 댁에서 하숙 생활을 하였고 다타라가쿠엔 고등학교(현재의 다카가와가쿠엔 고등학교)를 졸업하고 주오 대학에 입학했다. 동 대학 야구부에서 활약하며 도토 대학 리그 통산 107경기에 출전해 402타수 115안타, 타율 2할 8푼 6리, 2홈런, 28타점을 기록했고 베스트 나인에 4차례나 선정되었다. 통산 115안타는 후지나미 유키오의 133안타에 이은 리그 역대 2위 기록이었다.
1980년 프로 야구 드래프트 3순위로 요코하마 다이요 웨일스에 입단, 2년차인 1982년부터는 주전 2루수로 활약하면서 이듬해 1983년부터 4년 연속으로 3할 대의 타율을 기록했다. 1984년에는 시즌 56개의 도루를 기록하여 도루왕 타이틀을 차지했다.
곤도 사다오가 감독으로 취임한 1985년에는 준족의 가토 히로카즈, 야시키 가나메와 함께 ‘슈퍼카 트리오’(スーパーカートリオ)를 결성했고 1985년부터 수비 위치는 야마시타 다이스케가 2루수, 자신은 유격수로 변경되었다. 그러나 다카하시 마사히로가 유격수 자리를 차지한 것에 의해서 1987년부터는 원래의 2루수로 돌아왔다. 그 전에 1983년에는 일시적으로 오른쪽 타석에 들어서며 스위치 히터가 되었지만 오른쪽 타석에 들어섰을 때의 상태가 좋지 않아 곧바로 왼쪽 타석에 한 차례만 변경했다. 1990년에는 타율 3할 2푼 3리를 기록하며 리그 2위가 되었고. 1992년 요미우리 자이언츠전에서 개인 통산 300도루를 달성했다.
1992년 시즌 종료 후 연봉에 관한 교섭이 이루어지지 않아 연봉 조정을 신청했다. 그 결과, 다카기는 구단이 제시한 액수보다 몇 안 되는 성적을 남겼지만 이것이 다음 시즌의 방출 원인이 된 것은 틀림없다고 다카기는 그 후에 말하고 있다.
1993년에는 3루수로 변경되었지만 로버트 로즈의 입단과 이시이 다쿠로, 신도 다쓰야의 활약에 의해 1루수로 변경되었다. 시즌 종료 후 구단 측은 요미우리 자이언츠의 고마다 노리히로를 FA로 영입하기 위해서 다카기 유타카, 야시키 가나메, 야마자키 겐이치, 이치카와 가즈마사, 다이몬 가즈히코, 마쓰모토 유타카 등을 자유 계약으로 했다. 그 후 닛폰햄 파이터스에 이적했고 이듬해 1994년에는 1년간 활동하다가 그 해에 현역 생활을 은퇴했다.

### 그 후
은퇴 직후 연예기획사인 선 뮤직과 계약을 맺고 연예인으로 변신해 주위를 놀라게 했다. 연예인으로서는 드라마와 가요 프로그램, 요리프로에도 출연하는 등 수수하고 말재주가 없는 캐릭터로서 활약을 했고 그 이후에는 후지 TV의 야구 해설위원으로 발탁되었다. 2001년에는 요코하마의 내야 수비 주루 코치로 발탁되었지만 1년 만에 사임했고 다시 후지 TV의 야구 해설위원을 맡았다.
2003년에는 아테네 올림픽 일본 국가 대표팀의 내야 수비 주루 코치를 맡았는데 오스트레일리아전에서의 패배한 것에 대해 “벤치에서 직사광선에 맞아 체감 온도가 10도 달랐다”라고 말했다.
2012년 시즌부터 요코하마 DeNA 베이스타스의 1군 수석코치로 부임하여 2013년 시즌이 끝나고 계약하지 않았다.

## 상세 정보

### 출신 학교
- 다타라가쿠엔 고등학교(현재의 다카가와가쿠엔 고등학교)
- 주오 대학

### 선수 경력
- 요코하마 다이요 웨일스·요코하마 베이스타스(1981년 ~ 1993년)
- 닛폰햄 파이터스(1994년)

### 지도자·기타 경력
- 후지 TV 야구 해설위원(1995년 ~ 2000년, 2002년 ~ 2011년)
- 요코하마 베이스타스 내야 수비 주루 코치(2001년)
- 아테네 올림픽 일본 국가대표팀 내야 수비 주루 코치(2004년)
- 요코하마 DeNA 베이스타스 1군 수석 코치(2012년)
- 요코하마 DeNA 베이스타스 1군 수석 겸 타격코치(2013년)

### 수상·타이틀 경력

#### 타이틀
- 도루왕 : 1회(1984년)

#### 수상
- 베스트 나인 : 3회(1985년, 1990년, 1991년)[3]
- 다이아몬드 글러브상 : 1회(1983년)[4]
- 올스타전 MVP : 1회(1985년 제1차전)

### 개인 기록

#### 첫 기록
- 첫 출장 : 1981년 4월 9일, 대 요미우리 자이언츠 3차전(요코하마 스타디움), 8회말에 나카쓰카 마사유키의 대주자로서 출장
- 첫 안타 : 1981년 4월 24일, 대 주니치 드래건스 1차전(요코하마 스타디움), 7회말에 야시키 가나메의 대타로서 출장, 스즈키 다카마사로부터 2루타
- 첫 선발 출장 : 1981년 5월 10일, 대 요미우리 자이언츠 8차전(요코하마 스타디움), 2번·2루수로서 선발 출장
- 첫 도루 : 1981년 5월 19일, 대 야쿠르트 스왈로스 5차전(요코하마 스타디움), 7회말에 2루 안착(투수 : 마쓰오카 히로무, 포수 : 야에가시 유키오)
- 첫 타점 : 1981년 6월 11일, 대 한신 타이거스 11차전(한신 고시엔 구장), 2회초에 이토 히로미쓰로부터
- 첫 홈런 : 1982년 5월 3일, 대 야쿠르트 스왈로스 5차전(요코하마 스타디움), 5회말에 마쓰오카 히로무로부터 솔로 홈런

#### 기록 달성 경력
- 통산 1000안타 : 1989년 6월 13일, 대 주니치 드래건스 8차전(나고야 구장), 6회초에 이마나카 신지로부터 우전 안타 ※역대 156번째
- 통산 1000경기 출장 : 1989년 8월 1일, 대 한신 타이거스 14차전(한신 고시엔 구장), 1번·2루수로서 선발 출장 ※역대 288번째
- 통산 300도루 : 1992년 8월 19일, 대 요미우리 자이언츠 20차전(요코하마 스타디움), 3회말에 2루 안착(투수 : 기다 마사오, 포수 : 요시하라 고스케) ※역대 22번째
- 통산 1500안타 : 1992년 8월 27일, 대 야쿠르트 스왈로스 21차전(메이지 진구 야구장), 8회초에 이토 아키미쓰로부터 중전 안타 ※역대 60번째
- 통산 300개의 2루타: 1993년 6월 27일, 대 주니치 드래건스 15차전(나고야 구장), 5회초에 야마다 기쿠오로부터 2루타 ※역대 30번째
- 통산 1500 경기 출장 : 1993년 7월 8일, 대 요미우리 자이언츠 13차전(도쿄 돔), 3번·1루수로서 선발 출장 ※역대 107번째

#### 기타
- 올스타전 출장 : 8회(1983년 ~ 1986년, 1988년, 1990년 ~ 1992년)

### 등번호
- 16(1981년, 1994년)
- 3(1982년 ~ 1993년)
- 85(2001년)
- 77(2012년 ~ 2013년)

### 연도별 타격 성적
| 연 도       | 소 속            | 경 기 | 타 석 | 타 수 | 득 점 | 안 타 | 2 루 타 | 3 루 타 | 홈 런 | 루 타 | 타 점 | 도 루 | 도 루 자 | 희 생 번 | 희 생 플 | 볼 넷 | 고 4 | 사 구 | 삼 진 | 병 살 타 | 타 율 | 출 루 율 | 장 타 율 | O P S |
| ----------- | ---------------- | ----- | ----- | ----- | ----- | ----- | ------- | ------- | ----- | ----- | ----- | ----- | -------- | -------- | -------- | ----- | ---- | ----- | ----- | -------- | ----- | -------- | -------- | ----- |
| 1981년      | 다이요· 요코하마 | 88    | 156   | 141   | 18    | 31    | 6       | 0       | 0     | 37    | 7     | 6     | 3        | 2        | 1        | 12    | 1    | 0     | 29    | 2        | .220  | .279     | .262     | .542  |
| 1982년      | 다이요· 요코하마 | 104   | 315   | 277   | 36    | 72    | 12      | 4       | 7     | 113   | 33    | 6     | 2        | 5        | 1        | 31    | 0    | 1     | 62    | 4        | .260  | .335     | .408     | .743  |
| 1983년      | 다이요· 요코하마 | 125   | 548   | 465   | 73    | 146   | 22      | 5       | 12    | 214   | 49    | 27    | 22       | 20       | 3        | 56    | 4    | 4     | 72    | 6        | .314  | .390     | .460     | .850  |
| 1984년      | 다이요· 요코하마 | 117   | 524   | 443   | 76    | 133   | 20      | 4       | 11    | 194   | 39    | 56    | 28       | 7        | 4        | 66    | 4    | 4     | 51    | 6        | .300  | .393     | .438     | .831  |
| 1985년      | 다이요· 요코하마 | 125   | 577   | 488   | 105   | 155   | 33      | 5       | 11    | 231   | 50    | 42    | 20       | 5        | 1        | 77    | 3    | 6     | 50    | 6        | .318  | .416     | .473     | .889  |
| 1986년      | 다이요· 요코하마 | 126   | 531   | 468   | 63    | 145   | 37      | 5       | 1     | 195   | 29    | 24    | 16       | 6        | 5        | 50    | 2    | 2     | 81    | 8        | .310  | .375     | .417     | .793  |
| 1987년      | 다이요· 요코하마 | 127   | 560   | 509   | 75    | 148   | 24      | 5       | 12    | 218   | 52    | 21    | 10       | 8        | 5        | 36    | 0    | 2     | 68    | 4        | .291  | .337     | .428     | .765  |
| 1988년      | 다이요· 요코하마 | 114   | 489   | 416   | 67    | 125   | 21      | 3       | 7     | 173   | 46    | 29    | 14       | 9        | 4        | 59    | 1    | 1     | 45    | 6        | .300  | .385     | .416     | .801  |
| 1989년      | 다이요· 요코하마 | 127   | 567   | 497   | 71    | 138   | 29      | 2       | 5     | 186   | 31    | 32    | 17       | 6        | 0        | 61    | 6    | 3     | 72    | 6        | .278  | .360     | .374     | .734  |
| 1990년      | 다이요· 요코하마 | 118   | 475   | 406   | 61    | 131   | 21      | 3       | 10    | 188   | 55    | 13    | 8        | 4        | 4        | 57    | 5    | 4     | 57    | 3        | .323  | .408     | .463     | .871  |
| 1991년      | 다이요· 요코하마 | 131   | 588   | 490   | 81    | 163   | 30      | 2       | 4     | 209   | 62    | 24    | 14       | 7        | 6        | 76    | 6    | 9     | 55    | 7        | .333  | .427     | .427     | .853  |
| 1992년      | 다이요· 요코하마 | 131   | 599   | 500   | 76    | 150   | 32      | 2       | 5     | 201   | 39    | 24    | 12       | 10       | 7        | 81    | 5    | 1     | 62    | 7        | .300  | .394     | .402     | .796  |
| 1993년      | 다이요· 요코하마 | 130   | 557   | 489   | 53    | 131   | 21      | 0       | 3     | 161   | 42    | 9     | 7        | 7        | 3        | 57    | 1    | 1     | 80    | 9        | .268  | .344     | .329     | .673  |
| 1994년      | 닛폰햄           | 65    | 225   | 193   | 22    | 48    | 8       | 0       | 0     | 56    | 11    | 8     | 5        | 3        | 0        | 28    | 0    | 1     | 32    | 5        | .249  | .347     | .290     | .637  |
| 통산 : 14년 | 통산 : 14년      | 1628  | 6711  | 5782  | 877   | 1716  | 316     | 40      | 88    | 2376  | 545   | 321   | 178      | 99       | 44       | 747   | 38   | 39    | 816   | 79       | .297  | .378     | .411     | .789  |

- 굵은 글씨는 시즌 최고 성적.
- 다이요(요코하마 다이요 웨일스)는 1993년에 요코하마(요코하마 베이스타스)로 구단명을 변경.